# St. Nikolai (Nordhausen)

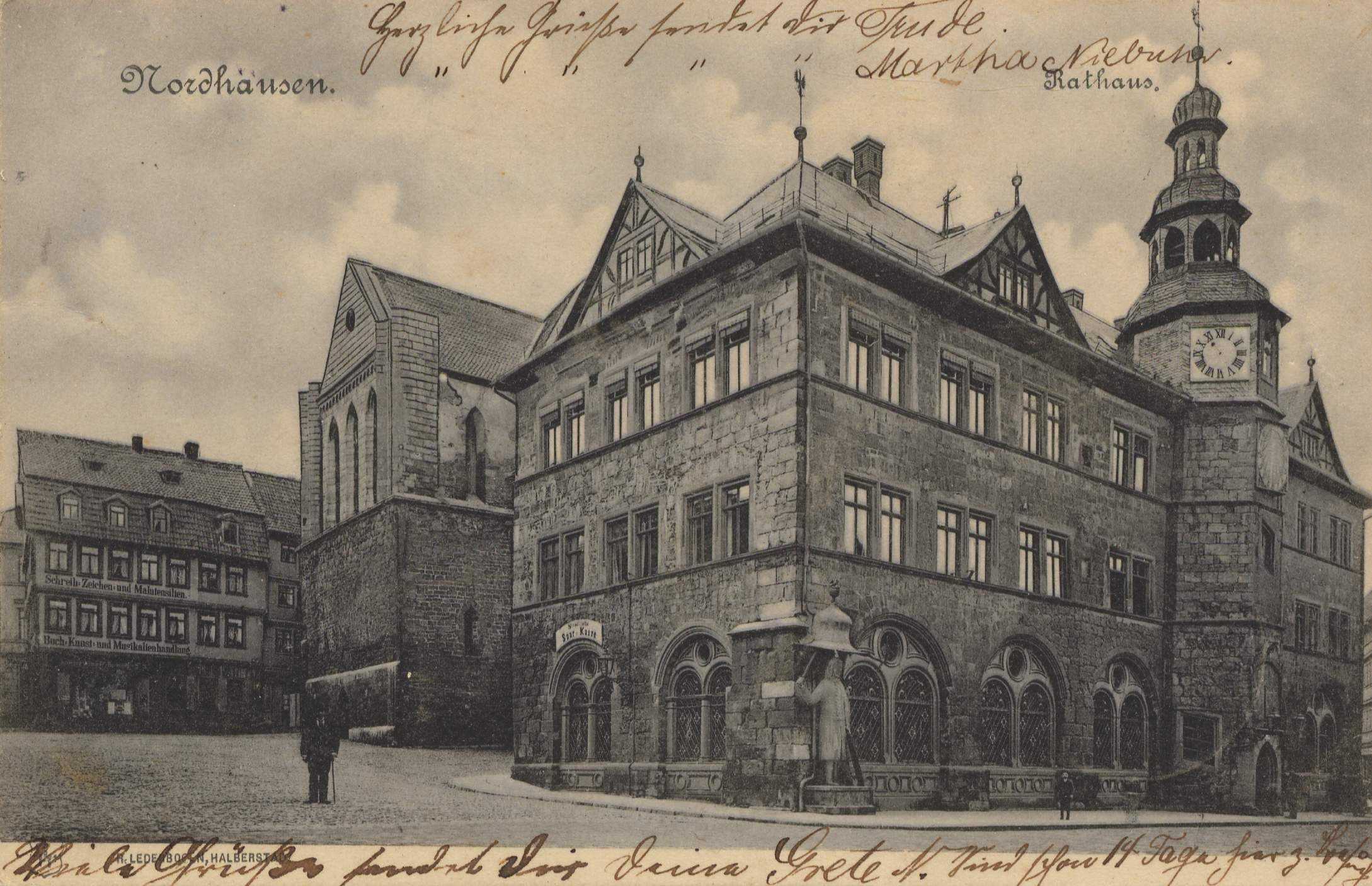
Nordhausen, Altes Rathaus mit Nikolaikirche um 1900

Die evangelische Kirche St. Nikolai (auch Marktkirche) war eine dreischiffige spätgotische Hallenkirche in Nordhausen. Sie befand sich hinter dem Rathaus und wurde bei den Luftangriffen auf Nordhausen vollständig zerstört.

## Geschichte
Die Kirche wurde im Jahr 1220 erstmals urkundlich erwähnt. Es handelte sich ursprünglich um eine einschiffige romanische Hallenkirche, die von einem Friedhof umgeben war. Von ihr überdauerte nur der Westbau. Das dreischiffige Langhaus wurde im Jahr 1490 fertiggestellt (Jahreszahl im Schlussstein der Sakristei).
Nach der Reformation wurde sie die Hauptkirche der Stadt Nordhausen. Im Stadtbrand am 21. August des Jahres 1612 wurde die Kirche stark beschädigt. Das Dach und die gotischen Turmhelme wurden zerstört, daneben auch alle Glocken, das Uhrwerk und die Orgel. 1615 und 1616 wurden die Turmhelme durch zwei schlanke laternengekrönte Hauben ersetzt, am 23. August 1630 neue Glocken (3 Läute- und 2 Seigerglocken) in den Türmen aufgehängt.
Erneut ereignete sich ein Stadtbrand am 23. August 1710, bei dem die Kirche erneut stark in Mitleidenschaft gezogen wurde. Das Schieferdach brannte völlig ab, die Türme samt den nach dem Brand 1612 neu eingebauten Glocken und dem Uhrwerk wurden zerstört. Ab dem 17. September 1710 musste die Kirche vorübergehend gesperrt werden, nachdem während des Gottesdienstes Teile aus dem Gewölbe heruntergefallen waren.
Am 21. August 1712 kam es wieder zu einem Stadtbrand, bei dem die Kirche betroffen war. Die Reparaturen der Kirche nach dem Brand 1710 waren noch nicht abgeschlossen gewesen. Die beiden seit 1710 wüsten Türme traf es erneut, sie wurden danach nicht wieder aufgebaut. Die Glocken wurden stattdessen zunächst im Gang zwischen Kirche und Rathaus aufgehängt. 1823 wurde mit dem Bau einer Glockenstube im Westgiebel der Kirche begonnen, dieser wurde 1829 fertiggestellt, sodass die Glocken dort aufgehängt werden konnten.
Am 3. April 1945 wurde die Kirche beim verheerenden Luftangriff auf die Stadt fast vollständig zerstört, wobei zahlreiche Menschen, die in ihr Schutz gesucht hatten, den Tod fanden. Die baulichen Reste wurden 1956 abgetragen, und auf dem Gelände wurde ein Parkplatz angelegt. Vom August 2008 bis Juni 2009 wurden im Bereich der ehemaligen Kirche umfangreiche archäologische Untersuchungen durchgeführt. Seit 2011 wurde an dem Standort das Bürgerhaus der Stadt mit der Stadtbibliothek Nordhausen errichtet und im September 2014 eröffnet.

## Bauliche Besonderheiten
- Die Kirche, eine reine Hallenkirche ohne Querhaus, maß 30,7 m in der Länge und 20,5 m in der Breite.
- Die Sakristei befand sich nördlich des Chores im Winkel zwischen diesem und dem Seitenschiff. Sie war ursprünglich eine St. Nikolauskapelle.
- Ein auf südlicher Seite des Chores befindlicher Nebenraum diente vormals als Sakristei und später als Aufbewahrungsort des Kirchenschatzes, der aus mittelalterlichen Kelchen, Altarkannen und Hostienschachteln bestanden hatte. In den 1920er Jahren wurde an der Ostseite dieses Raumes eine Gedenktafel für den im Ersten Weltkrieg gefallenen Nordhäuser Hans Rosenthal angebracht. Der Raum wurde durch eine Spende des Vaters des Gefallenen zu einer Traukapelle (Rosenthalkapelle) umgestaltet.
- Der Altar stammte aus dem Jahr 1646. Er wurde durch den Bildhauer Johann Duck in Alabaster ausgeführt. Er besaß eine Säulenumrahmung mit renaissance-barockem Giebelaufbau. Die Predella zeigte Christus im Garten Gethsemane als Relief. Im Mittelschrein war das Abendmahl dargestellt, umrahmt von den Aposteln Petrus und Paulus. Darüber befand sich eine Darstellung der Kreuzigung, umrahmt von zwei Figuren, die christliche Lehre und die christliche Stärke symbolisierend. Zuoberst war der siegende Christus dargestellt.
- Die Kanzel auf der linken Seite des Chores war ein Werk der Renaissance. Die Brüstung war mit einem Relief verziert. Mit Rollwerk geschmückte Säulen, auf denen Engel standen, unterteilten die Fläche in sieben Felder. In jedem dieser Felder befand sich eine Bogennische, die von diamantierten Quadern umgeben war und ein Alabasterrelief enthielt.

Dargestellt waren (v. l. n. r.):
1. der Prophet Jeremia,
2. ein kniender Jüngling vor einem Kreuz (Verkörperung christlicher Unterweisung),
3. sitzender Mann mit den Zeichen der vier Evangelisten,
4. bärtiger Mann auf einer Halbkugel stehend und einen Brief empfangend (als Sinnbild der Epistel),
5. Moses auf einer Kugel sitzend,
6. der Heilige Andreas,
7. der Heilige Jakobus der Ältere.
Darunter befanden sich Postamente, umgeben von Rollenwerk. Die Kanzel wurde getragen von einem Pfeiler, der mit Frucht und Schnurgewinden verziert war. 1726 wurde dieser Pfeiler durch eine Figur des einen Löwen zerreißenden Simson ersetzt.
- Das achteckige hölzerne Taufgestell in der Mitte des Chores stammte aus dem Jahr 1588. Auf seiner Kuppa waren als Hochrelief Paulus und die vier Evangelisten abgebildet. Das Taufgestell besaß einen Deckel.
- Das Epitaph des Dr. Conrad Fromann und seiner Ehefrau, einer geborenen Straßburgerin von Mülnheim, befand sich an der Südwand des Chores. Es bestand aus einer zweistöckigen barocken Giebelarchitektur, die von Säulen getragen wurde. Im Mittelfeld war die Grablegung Christi in Hochrelief dargestellt. An den Seiten, ebenfalls als Hochrelief, befanden sich Statuen der Charitas und der Doctrina, ebenso ein Kruzifix und eine Darstellung der Himmelfahrt. Im Giebelfeld waren die Himmelfahrt des Elias, sowie die Brustbilder der Verstorbenen, über ihnen ein den Flammen entsteigende Phönix und ein seine Jungen mit seinem Blut speisende Pelikan abgebildet.
- Die Betstübchen wurden 1726 eingebaut. Diese bestanden aus Rahmen, zwischen diese wurden Brüstungsfüllungen und verglaste Sprossenfenster gesetzt. Die Rahmen enthielten Laubgehänge oder vorgestellte Säulen. Barockes verkröpftes Simswerk schloss mit reich geschnitzten Giebelaufsätzen ab. Diese zeigten Blatt- und Rankengeschlinge, Putten und Wappenschilde. Das Gestühl war in den Farben Weiß, Blau und Gold bemalt.
- Eine Madonnenstatue stand in einer Nische in der Ostwand des südlichen Seitenschiffes der Kirche. Die holzgeschnitzte Figur hatte eine Größe von 1,4 m und stammt aus dem ausgehenden 15. Jahrhundert. Auf dem Arm trug sie Jesus, zu ihren Füßen lag eine Mondsichel mit menschlichem Gesicht als Symbol für die Jungfräulichkeit.
- Ein Epitaph war dem Nordhäuser Bürgermeister Johann Lutterot gewidmet. Dieser starb 1520 in Nordhausen.
- Eine Vikarie wurde 1352 von dem Nordhäuser Bürger Conrad von Rotentor für sein Seelenheil, sowie das seiner Ehefrau Melle und seines Sohnes Johann, gestiftet. Sie befand sich am St.-Michaelis-Altar. Die Stiftung wurde am 10. Februar dieses Jahres bestätigt. Eine zweite Vikarie wird 1442 zu Ehren des Heiligen Martin und der Maria Magdalena gestiftet. Die urkundliche Bestätigung erfolgte am 23. Februar dieses Jahres.[2]

## Grabsteine
In der Kirche gab es zahlreiche Grabsteine. Sie gehörten:
1. Joachim Emden (9. August 1684–1774)
2. Johann Erich Lerche (Bürgermeister von Nordhausen, † 6. Mai 1774)
3. Michael Christian Tieroff (1631–17. September 1682)
4. Ph. Jak. Lesser (Vater Friedrich Christian Lessers, begraben 7. April 1724)
5. […] (1708–4. Juli 1731)
6. J. Ernst Pfeiffer (1591–16. Juli 1624)
7. Anna Margaretha Arens geb. Riedel (3. April 1663 – 13. November 1711)
8. Hieronymus Ostermeier († 24. November 1627)
9. Andreas Pfeiffer (Stadtsekretär, 1596–3. September 1652)
10. Johann Ernst Söldner (5. Dezember 1619 – 30. September 1666)
11. Johanna Maria Rohrmann geb. Fromann (11. April 1667 – 5. Januar 1701)
12. Elisabeth Pfeifer (1551–21. August 1618) und Magdalene Wilde (1616–5. Januar 1621)
13. Gebrüder Apollo (10. August 1577 – 10. Januar 1625) und Johann Günther Wigand (22. Dezember 1586 – 6. Oktober 1626)
14. Dr. Konrad Fromann († 3. Oktober 1683)
15. Johann Georg Wilde
16. August Sigismund Wilde (9. März 1651 – 16. August 1676)
17. Elisabeth Johan. Stramer
18. Witwe des Bürgermeisters Gassmann († 1570)
19. Adam Grefe (Bürgermeister, † 30. April 1595)
20. J. H. Stender (Stadtschultheiß)
21. Christian Ernst Offeney

## Orgel
Eine Orgel war bereits Mitte des 16. Jahrhunderts vorhanden. 1542, 1546 und 1556 wurde eine Besoldung des Organisten erwähnt. Am 21. August 1612 vernichtete ein Stadtbrand diese Orgel. 1619 erfolgte der Neubau der Orgel durch Ezechiel Greutscher aus Eisleben.
| I Hauptwerk CD–g2a2h2c3 |              |       |
| 1.                      | Quintadena   | 16′   |
| 2.                      | Prinzipal    | 8′    |
| 3.                      | Grobgedackt  | 8′    |
| 4.                      | Oktave       | 4′    |
| 5.                      | Kleingedackt | 4′    |
| 6.                      | Quinte       | 2 ⁄3′ |
| 7.                      | Sifflöte     | 2′(?) |
| 8.                      | Mixtur VI    |       |
| 9.                      | Zimbel III   |       |
| 10.                     | Krummhorn    | 8′(?) |
| 11.                     | Regal ?      |       |
|                         | Tremulant    |       |

| II Rückpositiv CD–g2a2h2c3 |               |       |
| 12.                        | Quintadena    | 8′    |
| 13.                        | Prinzipal     | 4′    |
| 14.                        | Rohrflöte     | 4′    |
| 15.                        | Spitzflöte    | 2′    |
| 16.                        | Nasat         | 1 ⁄3′ |
| 17.                        | Zimbel II     |       |
| 18.                        | Dulzian       | 8′    |
| 19.                        | Singend Regal | 4′(?) |
|                            | Tremulant     |       |

| Pedal CD–c1 |             |       |
| 20.         | Quintadena  | 16′   |
| 21.         | Subbass     | 16′   |
| 22.         | Kornett     | 2′ ?  |
| 23.         | Bauernflöte | 1′(?) |
| 24.         | Zimbel II   |       |
| 25.         | Posaune     | 16′   |

Am 30. Mai 1714 beschädigte Blitzschlag eine Pfeife der Orgel leicht. 1727 wurde der Orgelprospekt neu bemalt. 1729 erhielt die Kirche eine neue Orgel. Sie wurde von Johann Georg Papenius aus Nordhausen erbaut. Der Prospekt war mit Ranken und barockem Blattwerk verziert, die Figuren zweier Paukenschläger befanden sich über den Pfeifenerkern, die Figuren König Davids mit Harfe und seiner Frau mit kleiner Pauke standen links und rechts der Klaviatur. Putten und Engel mit Lauten, Posaunen und Trompeten waren Teil des Prospekts. Der Prospekt blieb bis 1945 erhalten.
| I Hauptwerk CD–c3 |                   |        |
| 1.                | Prinzipal         | 8′     |
| 2.                | Quintadena        | 16′    |
| 3.                | Gemshorn          | 8′     |
| 4.                | Violdigamba       | 8′     |
| 5.                | Flaut Traversiere | 8′     |
| 6.                | Gedackt           | 8′     |
| 7.                | Oktave            | 4′     |
| 8.                | Quinta            | 2 ⁄3′  |
| 9.                | Superoktave       | 2′     |
| 10.               | Ditonus           | 1 3⁄5′ |
| 11.               | Sesquialtera II   |        |
| 12.               | Mixtur IV         |        |
| 13.               | Fagotto           | 16′    |
| 14.               | Trompeta          | 8′     |
| 15.               | Trompeta          | 4′     |
|                   | Tremulant         |        |

| II Rückpositiv CD–c3 |                  |        |
| 16.                  | Prinzipal        | 4′     |
| 17.                  | Quintadena       | 8′     |
| 18.                  | Lieblich Gedackt | 8′     |
| 19.                  | Flaut dolce      | 4′     |
| 20.                  | Rohr Flaut       | 4′     |
| 21.                  | Quinta           | 1 ⁄3′  |
| 22.                  | Oktave           | 2′     |
| 23.                  | Tertia           | 1 3⁄5′ |
| 24.                  | Superoktave      | 1′     |
| 25.                  | Sesquialtera II  |        |
| 26.                  | Mixtur III       |        |
| 27.                  | Vox humana       | 8′     |
|                      | Tremulant        |        |

| III Brustwerk CD–c3 |               |       |
| 28.                 | Prinzipal     | 2′    |
| 29.                 | Gedackt       | 8′    |
| 30.                 | Gedackt       | 4′    |
| 31.                 | Violetto      | 4′    |
| 32.                 | Nasat         | 2 ⁄3′ |
| 33.                 | Quinta        | 1 ⁄3′ |
| 34.                 | Superoktave   | 1′    |
| 35.                 | Cymbel II     |       |
| 36.                 | Hautboidamour | 8′    |
|                     | Tremulant     |       |

| Pedal C– |               |         |
| 37.      | Prinzipal     | 8′      |
| 38.      | Prinzipalbass | 16′     |
| 39.      | Violonbass    | 16′     |
| 40.      | Quintenbass   | 10 2⁄3′ |
| 41.      | Posaunenbass  | 16′     |
| 42.      | Trompetenbass | 8′      |

- Koppeln: II/I, III/I, I/P
- zwei Sterne

1818 wurde die Orgel durch Heinrich Deppe aus Nordhausen neugebaut. Eine Disposition ist nicht überliefert. Erneut erfolgte ein Neubau 1901 durch Ernst Röver aus Hausneindorf.
| I Manual C–g3 |            |       |
| 1.            | Bordun     | 16′   |
| 2.            | Prinzipal  | 8′    |
| 3.            | Gambe      | 8′    |
| 4.            | Hohlflöte  | 8′    |
| 5.            | Gemshorn   | 8′    |
| 6.            | Gedackt    | 8′    |
| 7.            | Oktave     | 4′    |
| 8.            | Flöte      | 4′    |
| 9.            | Quinte     | 2 ⁄3′ |
| 10.           | Oktave     | 2′    |
| 11.           | Cornett V  |       |
| 12.           | Mixtur III |       |
| 13.           | Trompete   | 8′    |

| II Manual C–g3 |               |     |
| 14.            | Bordun        | 16′ |
| 15.            | Prinzipal     | 8′  |
| 16.            | Offenflöte    | 8′  |
| 17.            | Salizional    | 8′  |
| 18.            | Viola d’amore | 8′  |
| 19.            | Zartgedeckt   | 8′  |
| 20.            | Oktave        | 4′  |
| 21.            | Traversflöte  | 4′  |
| 22.            | Waldflöte     | 2′  |
| 23.            | Mixtur III    |     |
| 24.            | Klarinette    | 8′  |

| III Manual C–g3 |                 |     |
| 25.             | Gedackt         | 16′ |
| 26.             | Geigenprinzipal | 8′  |
| 27.             | Conzertflöte    | 8′  |
| 28.             | Aeoline         | 8′  |
| 29.             | Vox coelestis   | 8′  |
| 30.             | Salicet         | 4′  |
| 31.             | Flauto dolce    | 4′  |
| 32.             | Piccolo         | 2′  |

| Pedal C–f1 |             |         |
| 33.        | Gedacktbass | 16′     |
| 34.        | Quinte      | 10 2⁄3′ |
| 35.        | Oktavbass   | 8′      |
| 36.        | Cello       | 8′      |
| 37.        | Flötenbass  | 8′      |
| 38.        | Oktave      | 4′      |
| 49.        | Posaune     | 16′     |

- Koppeln: II/I, III/I, III/II, I/P, II/P, III/P, Oktavkoppel I
- Spielhilfen: Schweller, Walze, eine freie Kombination

1935 wurde die Orgel durch P. Furtwängler & Hammer aus Hannover auf Initiative Erich Knorrs, Organist an St. Blasii, umgebaut. Die seitdem elektrische Orgel besaß einen fahrbaren Spieltisch. 1937 ersetzte man die veraltete Windmaschine durch eine „Ventus“.
| I Manual C– |             |       |
| 1.          | Bordun      | 16′   |
| 2.          | Prinzipal   | 8′    |
| 3.          | Hohlflöte   | 8′    |
| 4.          | Gemshorn    | 8′    |
| 5.          | Zartgedeckt | 8′    |
| 6.          | Oktave      | 4′    |
| 7.          | Flöte       | 4′    |
| 8.          | Quinte      | 2 ⁄3′ |
| 9.          | Oktave      | 2′    |
| 10.         | Rohrflöte   | 2′    |
| 11.         | Tertian II  |       |
| 12.         | Mixtur IV   |       |
| 13.         | Trompete    | 8′    |

| II Manual C– |            |        |
| 14.          | Prinzipal  | 8′     |
| 15.          | Offenflöte | 8′     |
| 16.          | Quintadena | 8′     |
| 17.          | Salizet    | 8′     |
| 18.          | Oktave     | 4′     |
| 19.          | Blockflöte | 4′     |
| 20.          | Nasat      | 2 ⁄3′  |
| 21.          | Terz       | 1 3⁄5′ |
| 22.          | Waldflöte  | 2′     |
| 23.          | Scharf III |        |
| 24.          | Krummhorn  | 8′     |
|              | Tremulant  |        |

| III Manual C– |                 |     |
| 25.           | Zartgedeckt     | 16′ |
| 26.           | Geigenprinzipal | 8′  |
| 27.           | Konzertflöte    | 8′  |
| 28.           | Aeoline         | 8′  |
| 29.           | Vox coelestis   | 8′  |
| 30.           | Oktave          | 4′  |
| 31.           | Zartflöte       | 4′  |
| 32.           | Piccolo         | 2′  |
| 33.           | Sifflöte        | 1′  |
| 34.           | Quintzimbel III |     |
| 35.           | Trompete        | 8′  |

| Pedal C– |               |         |
| 36.      | Prinzipalbass | 16′     |
| 37.      | Subbass       | 16′     |
| 38.      | Zartbass      | 16′     |
| 39.      | Quinte        | 10 2⁄3′ |
| 40.      | Oktave        | 8′      |
| 41.      | Gedeckt       | 8′      |
| 42.      | Oktave        | 4′      |
| 43.      | Nachthorn     | 2′      |
| 44.      | Mixtur III    | 2′      |
| 45.      | Posaune       | 16′     |
| 46.      | Trompete      | 8′      |
| 47.      | Trompete      | 4′      |

- Koppeln: II/I, III/I, III/II, I/P, II/P, III/P
- Spielhilfen: Walze, drei freie Kombinationen, tutti

Die Orgel wurde zusammen mit der Kirche zerstört.

## Persönlichkeiten
- Die Eltern des Reformators Justus Jonas wurden in dieser Kirche begraben.
- Christoph Gottlieb Schröter wirkte von 1732 bis zu seinem Tod 1782 als Organist.

## Altarkreuz

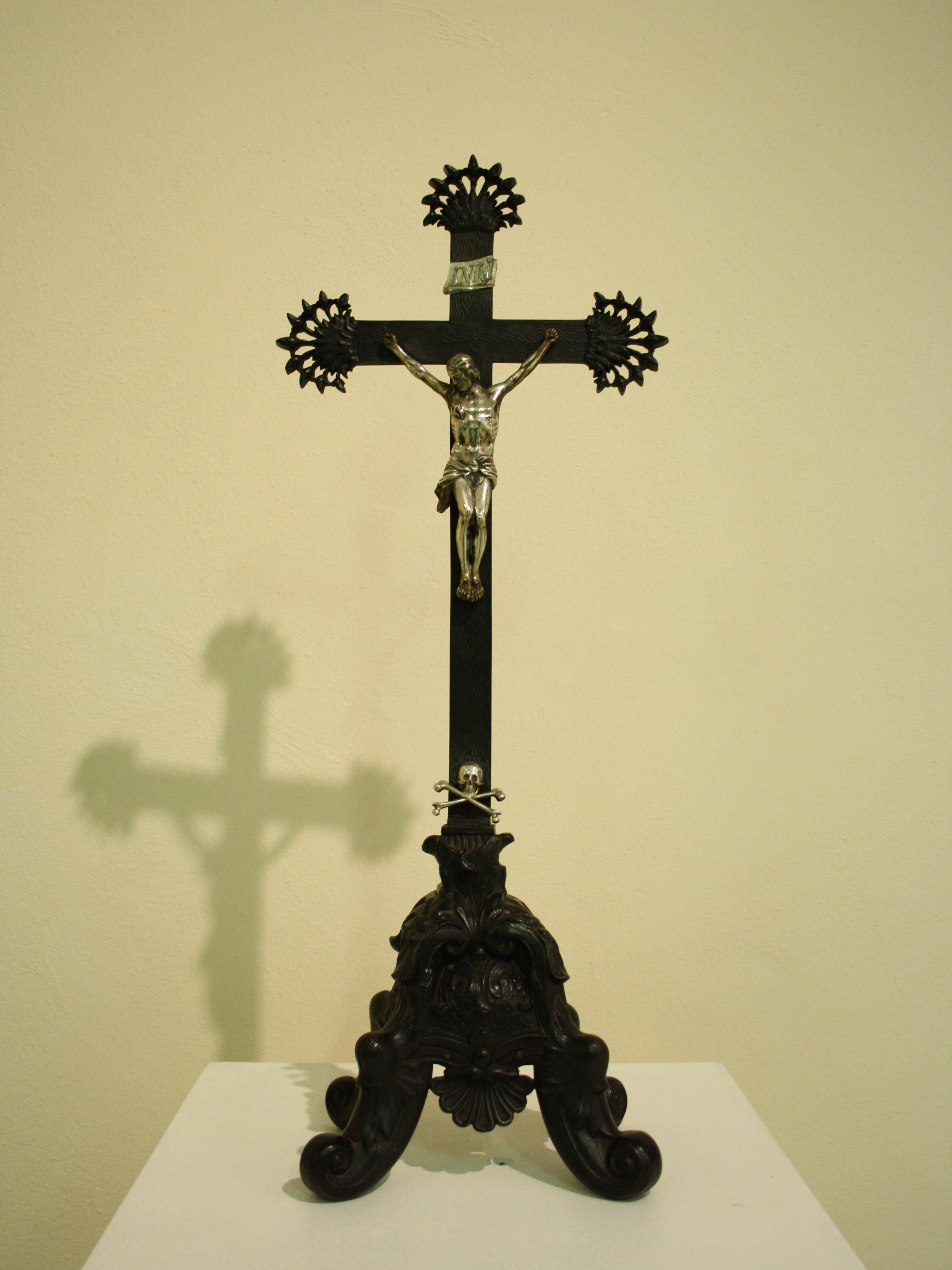
Altarkreuz der Kirche St. Nikolai nach der Übergabe an die Gemeinde St. Blasii (April 2015)

Am 3. April 2015 kehrte das Altarkreuz der Kirche St. Nikolai nach Nordhausen zurück. Es war 1859 für die Rosenthalsche Kapelle angefertigt worden. Unbeschadet überstand es die Bombardierung Nordhausens und den Brand der Kirche im Jahr 1945 und wurde durch den damaligen Pfarrer Wartenberg aus der Kirchenruine geborgen. Dieser nahm es mit an seinen neuen Dienstort. Am Karfreitag des Jahres 2015 wurde das Kreuz in das Eigentum der Kirchengemeinde Blasii-Altendorf übergeben und in der Sakristei der Kirche St. Blasii verwahrt. Am 16. April 2016 wurde der Diebstahl des Kreuzes aus der Kirche festgestellt, der derzeitige Verbleib ist ungewiss.